# Landtagswahl im Burgenland 2025
- SPÖ: 17
- GRÜNE: 2
- ÖVP: 8
- FPÖ: 9

- Regierung: 19
- Opposition: 17

Die Wahl der 36 Abgeordneten zum 23. Landtag im Burgenland fand am 19. Jänner 2025 statt. Die SPÖ unter dem amtierenden Landeshauptmann Hans Peter Doskozil blieb trotz mäßigen Verlusten klar stärkste Partei, verfehlte allerdings die absolute Mehrheit der Mandate. Die FPÖ unter ihrem Spitzenkandidaten Norbert Hofer konnte ihren Stimmenanteil mehr als verdoppeln und erzielte ihr bisher bestes Ergebnis im Burgenland. Die ÖVP verlor deutlich, erzielte ihr bislang schlechtestes Ergebnis und wurde erstmals nur drittstärkste Kraft. Die Grünen zogen mit leichten Verlusten wiederum in den Landtag ein.

## Ausgangslage vor der Wahl
Bei der Landtagswahl 2020 legte die SPÖ um 8,02 Prozentpunkte auf 49,94 % der Stimmen zu und erreichte mit 19 von 36 Mandaten erstmals seit der Landtagswahl 2010, bei der man sie verlor, wieder die absolute Mandatsmehrheit. Mit 30,58 % auf Platz 2 kam die ÖVP, was trotz einem Zuwachs von etwa 1,5 Prozentpunkten ihrem zweitschlechtesten Landtagswahlergebnis im Burgenland seit 1945 entsprach. Darauf folgten mit 9,79 % bzw. 6,72 % die FPÖ und die Grünen, wobei die FPÖ Verluste in der Höhe von 5,25 Prozentpunkten hinnehmen musste und die Grünen einen leichten Zuwachs von 0,29 Prozentpunkten verzeichnen konnten. Für sie war das zugleich auch das beste Ergebnis bei burgenländischen Landtagswahlen seit ihrem erstmaligen Antreten. Die NEOS und das Bündnis Liste Burgenland schafften mit 1,71 % bzw. 1,26 % den Einzug bzw. den Wiedereinzug in den Landtag aufgrund der Sperrklausel nicht.
Damit sah die Sitzverteilung im Landtag nach der Wahl 2020 folgendermaßen aus: SPÖ 19, ÖVP 11, FPÖ 4, Grüne 2.
Nach der Wahl bildete sich eine SPÖ-Alleinregierung unter Landeshauptmann Hans Peter Doskozil. Sie wurde am 17. Februar 2020 mit 35 von 36 Stimmen, also mit Stimmen aller im neu gewählten burgenländischen Landtag vertretenen Parteien samt einer ungültigen Stimme bestätigt.
Für Landtagswahlen im Burgenland gilt eine Vier-Prozent-Hürde.
Der FPÖ-Landesparteivorstand wählte im Mai 2024 zunächst Alexander Petschnig zum FPÖ-Spitzenkandidaten, im Oktober 2024 verständigte sich der FPÖ-Landesparteivorstand auf Norbert Hofer als FPÖ-Spitzenkandidaten. Bei den Grünen wurde Landessprecherin Anja Haider-Wallner zur Spitzenkandidatin gewählt. ÖVP-Spitzenkandidat wurde Christian Sagartz. Im November 2024 wählten NEOS Landessprecher Christoph Schneider zum Spitzenkandidaten.
Der frühere FPÖ-Klubobmann Géza Molnár tritt mit seiner eigenen Liste Hausverstand an. Auf den weiteren Listenplätzen wurden der Ex-FPÖ-Landtagsabgeordnete Manfred Haidinger auf dem zweiten Platz und LBL-Politiker Manfred Kölly auf dem dritten Platz präsentiert. Dahinter folgen der Bernsteiner Herbert Adelmann, der bisher beim Team HC Strache – Allianz für Österreich aktiv war und mit der Liste Klartext bei den Gemeinderatswahlen im Burgenland 2022 antrat sowie der ehemalige MFG-Landessprecher Gerald Aufmuth.
Die KPÖ hat ursprünglich auch Interesse an einer Kandidatur gezeigt. Im Dezember hat sie aber bekannt gegeben, dass sie nicht antritt, sondern sich auf die kommenden Gemeinderatswahlen im Burgenland vorbereitet. Damit treten insgesamt sechs Parteien bei der Landtagswahl 2025 im Burgenland an, alle auch in sämtlichen sieben Wahlkreisen. Neben den Landtagsparteien SPÖ, ÖVP, FPÖ und GRÜNE sind dies die NEOS sowie die Liste Hausverstand. Dabei ist die SPÖ die einzige Partei, die mit demselben Spitzenkandidaten wie bei der Landtagswahl 2020 antrat.

## Ergebnis

Mehrheiten in den Gemeinden des Burgenlandes

| Partei            | Partei            | Stimmen          | Prozent          | Sitze            | +/– Prozent | +/– Sitze |
| ----------------- | ----------------- | ---------------- | ---------------- | ---------------- | ----------- | --------- |
|                   | SPÖ               | 90.606           | 46,38            | 17               | –3,56       | –2        |
|                   | FPÖ               | 45.110           | 23,09            | 9                | +13,30      | +5        |
|                   | ÖVP               | 42.923           | 21,97            | 8                | –8,61       | –3        |
|                   | GRÜNE             | 11.062           | 5,66             | 2                | –1,06       | ±0        |
|                   | NEOS              | 4.018            | 2,06             | —                | +0,35       | +0        |
|                   | HAUS              | 1.622            | 0,83             | —                | neu         | neu       |
|                   | LBL               | nicht kandidiert | nicht kandidiert | nicht kandidiert | –1,26       | ±0        |
|                   |                   |                  |                  |                  |             |           |
| Ungültige Stimmen | Ungültige Stimmen | 1.804            | 0,92             |                  | –0,15       |           |
| Gültige Stimmen   | Gültige Stimmen   | 195.341          | 99,08            | +0,15            |             |           |
| Wahlberechtigte   | Wahlberechtigte   | 250.400          | 250.400          | 250.400          | 250.400     | 250.400   |
| Wahlbeteiligung   | Wahlbeteiligung   | 78,73 %          | 78,73 %          | 78,73 %          | 78,73 %     | 78,73 %   |

## Lage nach der Wahl
Die SPÖ erreichte ihr erklärtes Wahlziel von 18 Mandaten nicht, sie verlor ihre absolute Mehrheit und kommt auf 17 Mandate. Sie wird jedoch mit hoher Wahrscheinlichkeit mit Hans-Peter Doskozil weiter den Landeshauptmann stellen, da die Freiheitlichen und die ÖVP gemeinsam keine Mandatsmehrheit im Landtag haben. Die FPÖ fährt ihr bestes Ergebnis seit 1945 ein; sie kommen im Landtag künftig auf neun Mandate, das ist gegenüber 2020 ein Plus von fünf Mandaten. Spitzenkandidat Norbert Hofer hat wohl keine Chancen auf den Landeshauptmann-Sessel, was im Vorfeld durchaus möglich erschien. Die Volkspartei muss ihr historisch schlechtestes Ergebnis hinnehmen, sie verliert drei von bisher elf Mandaten und rutscht erstmals hinter die Freiheitlichen auf Platz drei ab. Die Grünen verlieren zwar leicht, bleiben aber mit zwei Mandataren im Landtag, womit sie auch eine wichtige Rolle bei den Regierungsverhandlungen spielen, da Rot-Grün eine mögliche Mehrheit im Landtag hat. NEOS sowie Liste Hausverstand verfehlen ihre Ziele und schaffen den Sprung in den Landtag nicht.
Eine Woche nach der Landtagswahl hat die SPÖ bekanntgegeben, mit den Grünen über eine mögliche Koalition zu sprechen. Die Entscheidung im SPÖ-Landesparteivorstand für eine rot-grüne Koalition wurde einstimmig getroffen. Als Grund für die Ablehnung der FPÖ gab Doskozil an, den Eindruck gehabt zu haben, dass die Freiheitlichen Verantwortung nicht wahrnehmen und auch „Unwahrheiten mit Falschmeldungen“ verbreiten würden. Die Zurückweisung der ÖVP begründete Doskozil damit, dass er in kein altes „Proporzdenken“ verfallen wolle, außerdem sei die Personalsituation bei der ÖVP sehr „fragil“. Er versprach jedoch, dass die Hand in Richtung der ÖVP-nahen Bereiche Wirtschaft, Gemeinden und Landwirtschaft „mehr denn je ausgestreckt“ sein werde.
Anfang Februar 2025 gaben SPÖ und Grüne dann nach einer Woche eine Einigung auf eine Koalition (Landesregierung Doskozil III) bekannt. Neben dem amtierenden SPÖ-Landeshauptmann Hans Peter Doskozil wird die Grüne Anja Haider-Wallner als künftige Stellvertreterin fungieren. Als weitere Regierungsmitglieder fungieren Heinrich Dorner, Leonhard Schneemann und Daniela Winkler, die alle von der SPÖ kommen.

## Reaktionen der Parteien
SPÖ-Spitzenkandidat Hans-Peter Doskozil erklärte am Wahlabend, es sei ein sehr „ambitioniertes Wahlziel“ gewesen, ihm sei aber „ein Stein vom Herzen gefallen“. Es handele sich um ein Ergebnis für die Sozialdemokratie, das es so sonst nirgends gebe, betonte Doskozil. Nach Übereinstimmungen gefragt, sah er diese mit der FPÖ bei Asyl und Migration, bei den Grünen in der Energiepolitik. FPÖ-Spitzenkandidat Hofer, dessen Partei erstmals Zweiter im Burgenland wurde, sprach von einem „sehr, sehr erfreulichen Ergebnis“. Was die große Freude ein wenig trübt: „Natürlich wäre es mir lieber gewesen, wenn an uns vorbei keine Koalition möglich gewesen wäre“, meinte Hofer. Enttäuscht zeigte sich der ÖVP-Spitzenkandidat Christian Sagartz. Es sei „kein guter Tag für uns als Volkspartei“, so Sagartz und erklärte weiter: „Ich muss zur Kenntnis nehmen, dass dieses Ergebnis eine Enttäuschung ist. Da gibt es nichts schönzureden.“ Die Gründe für das schlechteste ÖVP-Ergebnis im Burgenland bisher machte die ÖVP unter anderem an einer für die Partei unvorteilhaften politischen Großwetterlage fest. Die Spitzenkandidatin der Grünen, Anja Haider Wallner, sagte am Wahlabend ihr sei „ein ganzer Felsbrocken vom Herzen gefallen“. Sie machte den Willen zum Mitregieren deutlich: „Wir stehen bereit, Verantwortung zu übernehmen.“ NEOS-Spitzenkandidat Christoph Schneider versuchte, trotz des deutlich verpassten Einzugs in den burgenländischen Landtag Optimismus zu versprühen. „Wir waren noch nie so sichtbar wie jetzt“, verkündete er vor seinem Team. „Die Rahmenbedingungen und Umstände waren schwierig“, meinte Liste Hausverstand-Spitzenkandidat Géza Molnár, der den Landtags-Einzug ebenfalls versäumte.

## Umfragen

### Sonntagsfrage
Im Folgenden sind sämtliche bekannte Umfragewerte sowie die zugehörigen Befragungsdaten aufgeführt:
| Veröffentlichung | Institut/Auftraggeber      | Befragte | Zeitraum          | Methodik 1 | SPÖ     | ÖVP     | FPÖ    | GRÜNE | NEOS  | MFG   | HAUS  | Sonst. |
| --- | -------------------------- | -------- | ----------------- | ---------- | ------- | ------- | ------ | ----- | ----- | ----- | ----- | ------ |
| 19.01.2025 | Landtagswahl               | —        | —                 | —          | 46,4 %  | 22,0 %  | 23,1 % | 5,7 % | 2,1 % | —     | 0,8 % | —      |
| 11.12.2024 | IFDD/BVZ                   | 802      | 13.11.–06.12.2024 | T+O        | 47 %    | 21 %    | 25 %   | 4 %   | 2 %   | —     | 1 %   | —      |
| 11.05.2022 | Peter Hajek/SPÖ Burgenland | 600      | 01.–21.04.2022    | T+O        | 53–55 % | 22–24 % | 9–11 % | 5–7 % | 2–4 % | 3–5 % | —     | —      |
| 16.12.2020 | Peter Hajek/SPÖ Burgenland | 503      | 26.11.–07.12.2020 | T          | 53 %    | 23 %    | 9 %    | 8 %   | 3 %   | —     | —     | 4 %    |
| 20.09.2020 | Peter Hajek/SPÖ Burgenland | 600      | 03.–14.09.2020    | T+O        | 51 %    | 25 %    | 14 %   | 7 %   | 2 %   | —     | —     | 1 %    |
| 20.09.2020 | Peter Hajek/SPÖ Burgenland | n. a.    | März 2020         | n. a.      | 51 %    | 29 %    | 9 %    | 8 %   | —     | —     | —     | 3 %    |
| 26.01.2020 | Landtagswahl               | —        | —                 | —          | 49,9 %  | 30,6 %  | 9,8 %  | 6,7 % | 1,7 % | —     | —     | 1,3 %  |
| 1 laut den VdMI-Qualitätsrichtlinien sind reine Online-Befragungen für Sonntagsfragen nicht geeignet. T = Telefonisch, O = Online, P = Persönlich |                            |          |                   |            |         |         |        |       |       |       |       |        |

### Direktwahl zum Landeshauptmann
Im August 2023 gab Regina Petrik bekannt, bei der Landtagswahl 2025 nicht mehr zu kandidieren und sich danach aus der Politik zurückzuziehen.
| Datum      | Institut/Auftraggeber      | Befragte | Zeitraum          | Methodik | Hans Peter Doskozil (SPÖ) | Christian Sagartz (ÖVP) | Alexander Petschnig (FPÖ) | Norbert Hofer (FPÖ) | Regina Petrik (GRÜNE) | Anja Haider-Wallner (GRÜNE) | Christoph Schneider (NEOS) | Géza Molnár (HAUS) |
| ---------- | -------------------------- | -------- | ----------------- | -------- | ------------------------- | ----------------------- | ------------------------- | ------------------- | --------------------- | --------------------------- | -------------------------- | ------------------ |
| 11.12.2024 | IFDD/BVZ                   | 802      | 13.11.–06.12.2024 | T+O      | 54 %                      | 16 %                    | —                         | 26 %                | —                     | 2 %                         | 1 %                        | 1 %                |
| 11.05.2022 | Peter Hajek/SPÖ Burgenland | 600      | 01.–21.04.2022    | T+O      | 74 %                      | 18 %                    | 3 %                       | —                   | 6 %                   | —                           | —                          | —                  |
| 17.06.2021 | Peter Hajek/SPÖ Burgenland | n. a.    | Mai 2021          | n. a.    | 73 %                      | 18 %                    | 4 %                       | —                   | 5 %                   | —                           | —                          | —                  |
| 16.12.2020 | Peter Hajek/SPÖ Burgenland | 503      | 26.11.–07.12.2020 | T        | 76 %                      | 14 %                    | 4 %                       | —                   | 6 %                   | —                           | —                          | —                  |
| 20.09.2020 | Peter Hajek/SPÖ Burgenland | 600      | 03.–14.09.2020    | T+O      | 69 %                      | 11 %                    | —                         | 16 %                | 4 %                   | —                           | —                          | —                  |